# Palazzo Schio

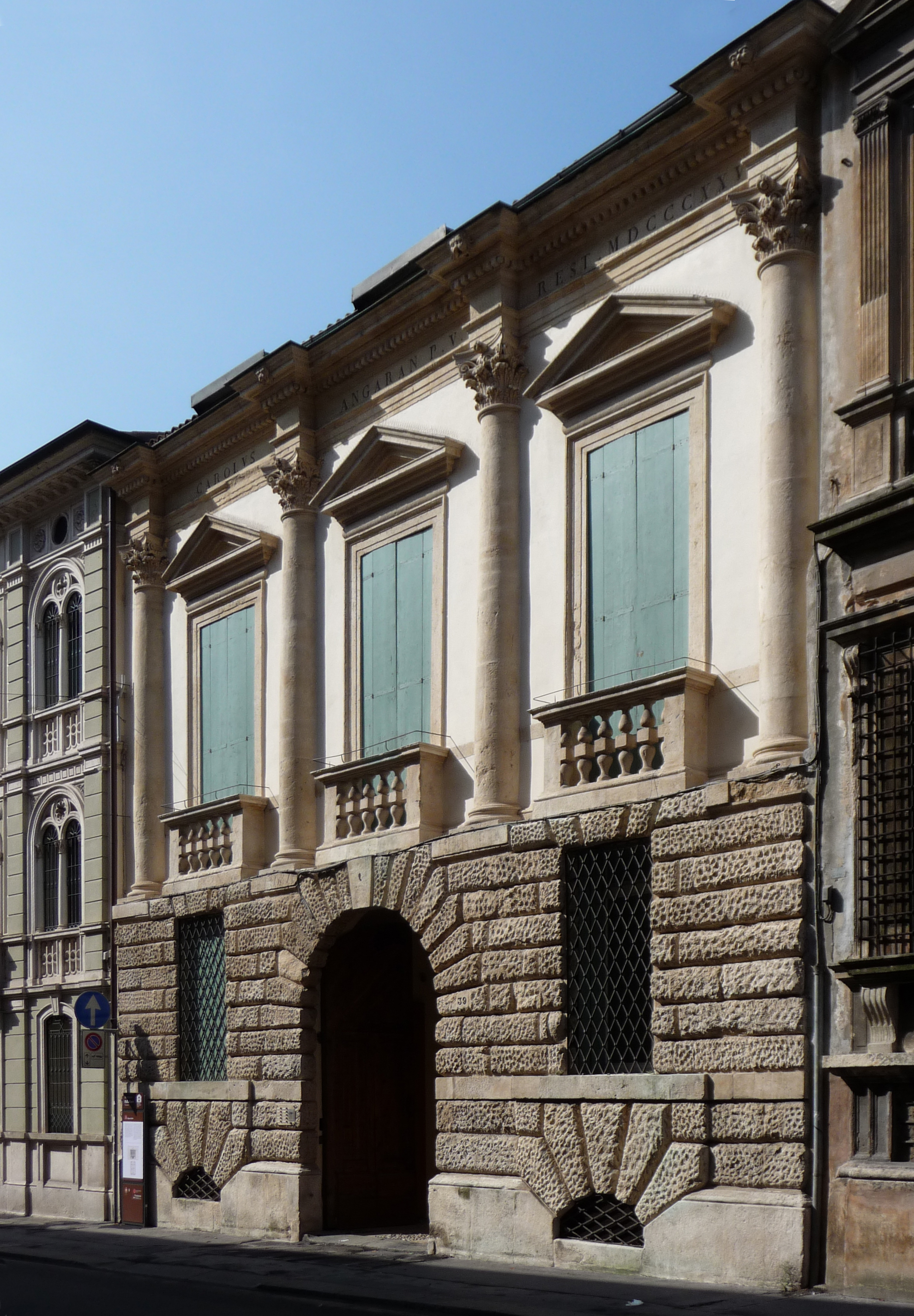
Andrea Palladio: Palazzo Schio, Vicenza, 1565.

Der Palazzo Schio (auch Palazzo Schio Vaccari Lioy Angaran) ist ein Palast aus dem 16. Jahrhundert in Vicenza, Norditalien, dessen Fassade vom italienischen Architekten Andrea Palladio im Jahr 1565 entworfen wurde.

## Geschichte
Im Jahr 1565 entwarf Palladio die Fassade des Palazzo in Vicenza nahe der Ponte Pusterla im Auftrag von Bernardo Schio. Zur selben Zeit war Palladio mit einigen Projekten in Venedig beschäftigt, die seine konstante Anwesenheit erforderten, sodass er nicht ständig den Bau des Palazzo Schio überwachen konnte und der Baumeister am Ort die Arbeit mehrmals unterbrechen musste, um auf Anweisungen zu warten.
Nach Bernardo Schios Tod zeigte seine Witwe keinerlei Interesse daran, die Arbeiten am Palazzo fortzusetzen. Erst Bernardos Bruder Fabrizio konnte den Bau 1574–1575 vollenden, nachdem sich Baumaterialien im Innenhof bereits gestapelt hatten.
Nach den Schio gelangte das Gebäude in den Besitz anderer Adelsfamilien aus Vicenza: die Vaccari, dann die Lioy, später die Angaran. Der Palazzo wurde – mit einigen Änderungen – von Carlo Angaran im Jahr 1825 restauriert, wobei unter anderem drei Mezzaninfenster über den Dreiecksgiebeln zugemauert wurden. Davon berichtet die lateinische Inschrift unter dem Gesims:

„CAROLVS ANGARAN P.[atricius] V.[icentinus] REST.[auravit] MDCCCXXV“

## Architektur
Die repräsentative Fassade des Gebäudes ist genau wie Straße relativ schmal. Das piano nobile ist in drei Joche gleicher Breite gegliedert, die durch vier korinthische Halbsäulen gerahmt werden. Zwischen den Säulen befinden sich rechteckige Fenster mit einem Balkon, die von einer Balustrade begrenzt werden. Jedes Fenster wird durch einen Dreiecksgiebel bekrönt. Die Wand des oberen Geschosses ist glatt verputzt. Wie die Schemazeichnungen von Ottavio Bertotti Scamozzi zeigen, befanden sich über den Dreiecksgiebeln insgesamt drei Mezzaninfenster, die in den Architrav einschnitten und die dahinterliegenden Räume belichteten.
Das mit Bossenquadern rustizierte Erdgeschoss ist nicht durch eine Säulenordnung gegliedert. In der mittleren Achse befindet sich ein rundbogiges Portal, das von radial angeordneten Bossenquadern umgeben ist, sodass die monotone Anordnung der Steine durchbrochen wird. In den äußeren Achsen befinden sich schmucklose und rahmenlose rechteckige Fenster, die vergittert sind.
Insgesamt zeigt die Fassade ein starkes Wandrelief und damit ein Spiel von Licht und Schatten durch die Halbsäulen, Baluster, Giebel und Rustikaquader.

## Galerie

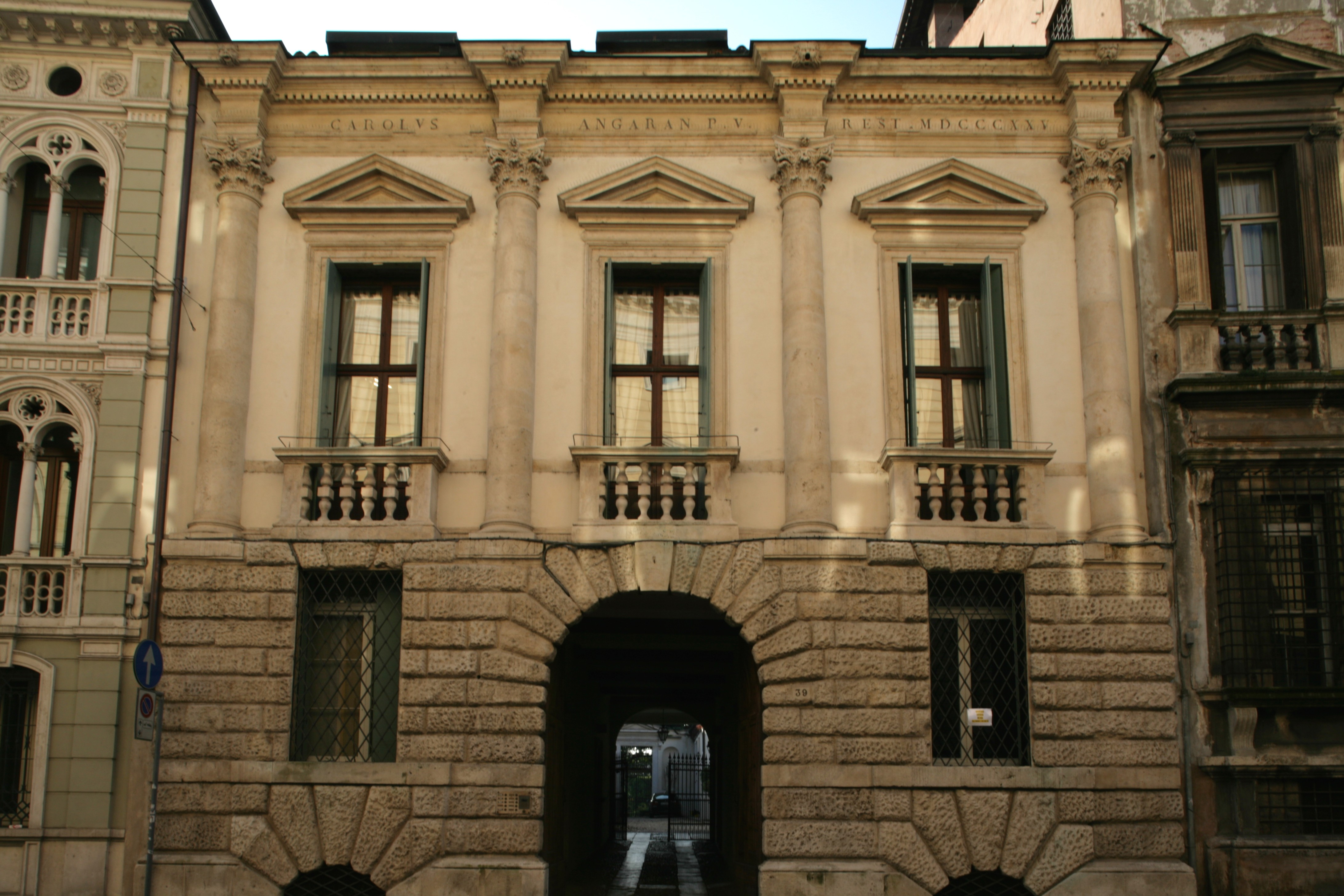
Fassade
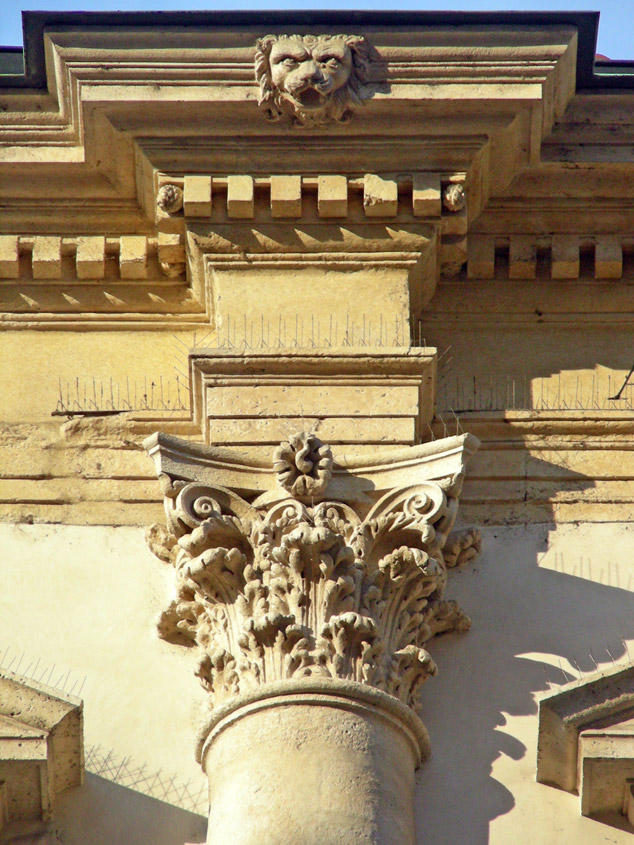
Detail eines korinthischen Kapitells im piano nobile
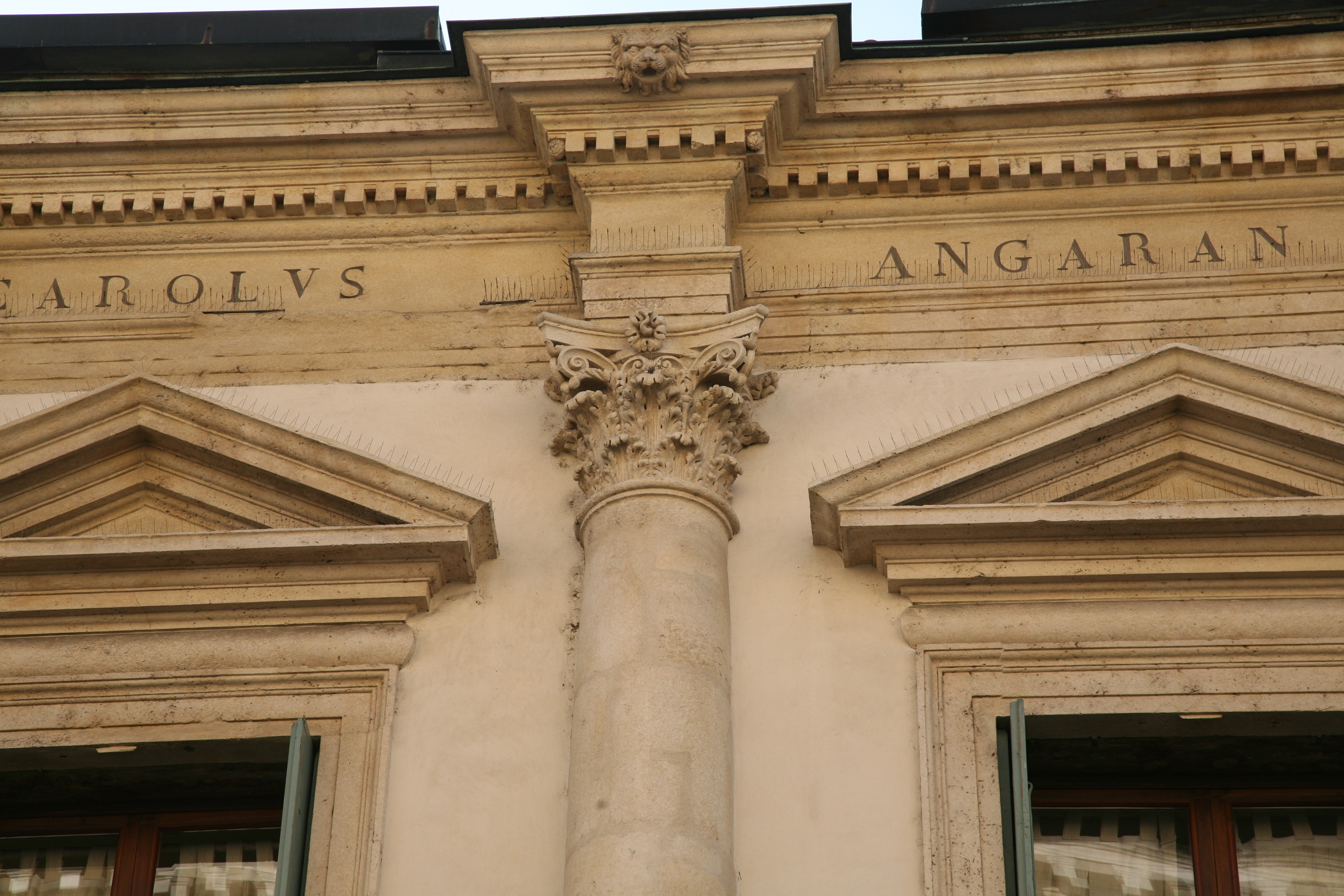
Details der Inschrift im Gebälk des piano nobile
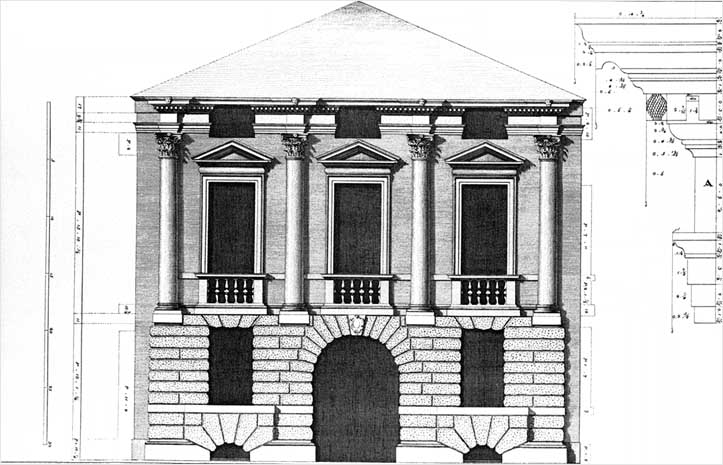
Schemazeichnung (Ottavio Bertotti Scamozzi, 1776)
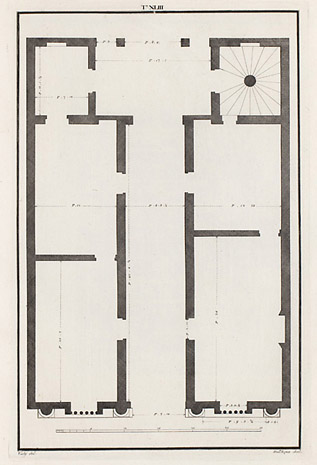
Grundriss (Ottavio Bertotti Scamozzi, 1776)